# Jamie Peacock

a Compétitions nationales et continentales officielles uniquement.

b Matchs officiels uniquement.
Jamie Peacock, né le 14 décembre 1977 à Leeds, est un joueur de rugby à XIII anglais évoluant au poste de pilier ou de deuxième ligne dans les années 1990 et 2000. Il a été sélectionné en sélection anglaise et sélection britannique, participant avec la première aux coupes du monde 2000 et 2008 et au Tournoi des Quatre Nations 2009. En club, il a commencé sa carrière aux Bradford Bulls avant de rejoindre en 2005 les Leeds Rhinos.
En 2003, il a été élu  Man of Steel, le trophée annuel du meilleur joueur de la Super League.